# Master of Education
Master of Education（M.Ed.、M.A.E.、Ed.Mともいう）とは、欧米圏で授与されている教育に関する専門職学位。

## アメリカの学位
連邦教育省が「一般に見かけられる修士（Master's Degrees）の名称（title）」として列挙した一覧にMaster of Education (M.Ed.) も挙げられている。
アメリカの教育大学院で授与される学位は、専門職学位であるMEdとEdDだけでなく、MAT、MST、さらには学術学位と考えられているMA、MS、PhDまで含まれ、このほか修士と博士の中間学位（正式には学位ではなく証書）としてCAGS/CAESという証明書も発行している。Master of Education（MEd）はこれらの中核学位として位置づけられている。

## ドイツの学位
ドイツでの教員養成課程の学位の名称はBachelor of Education (B.Ed.)またはMaster of Education (M.Ed.) である。

## 日本の学位との対応
日本には、「修士」の名称を冠した教育に関する学位として、主に次の2つがある。
- 「修士の学位」である「修士（教育学）」
- 「専門職学位」である「教職修士（専門職）」

日本では修士課程における教育学分野の学位を「修士（教育学）」とし、その英語名称を Master of Education としている機関が多い。そのため「教職修士（専門職）」の英語名称については、Master of Education in Professional Development（北海道教育大学大学院教育学研究科高度教職実践専攻の例）やMaster of Education （Professional）（鹿児島大学大学院教育学研究科学校教育実践高度化専攻の例）などとして区別している。